# 阿什凯隆
阿什凯隆（羅馬化：ʾAšqəlōn，希伯來語發音：[aʃkeˈlon] ⓘ，羅馬化：ʿAsqalān），又译为亚实基伦或阿什克隆，是以色列南部区內蓋夫西部的一个城市，人口大约为 117,000。在现代的阿什凯隆的附近，有古代阿什凯隆海港（阿斯卡隆）的遗迹。阿斯卡隆自从青铜时代起就相当繁荣，曾经先后被迦南人、非利士人、腓尼基、迦勒底王国、古波斯、马其顿帝国和塞琉古帝国、罗马人、穆斯林和十字军所统治。最终在1191年被埃及阿尤布王朝的萨拉丁摧毁。最迟在16世纪，形成了阿拉伯城镇al-Majdal。1950年代，现代城市创建于al-Majdal以外。

## 古代城市的历史

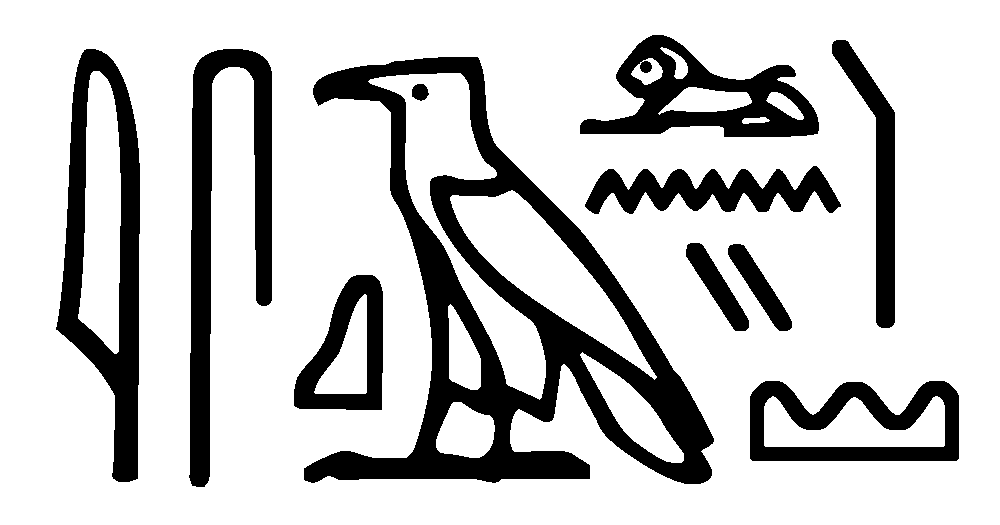
埃及麦伦普塔赫石碑碑文的阿什凯隆写法。注意“一根投掷棒加三座山”的符号表示“城邦”。

阿斯卡隆是以色列古代最古老和最大的海港，非利士人“五城”之一，位于加沙以北，雅法以南。

## 阿什凯隆的历史

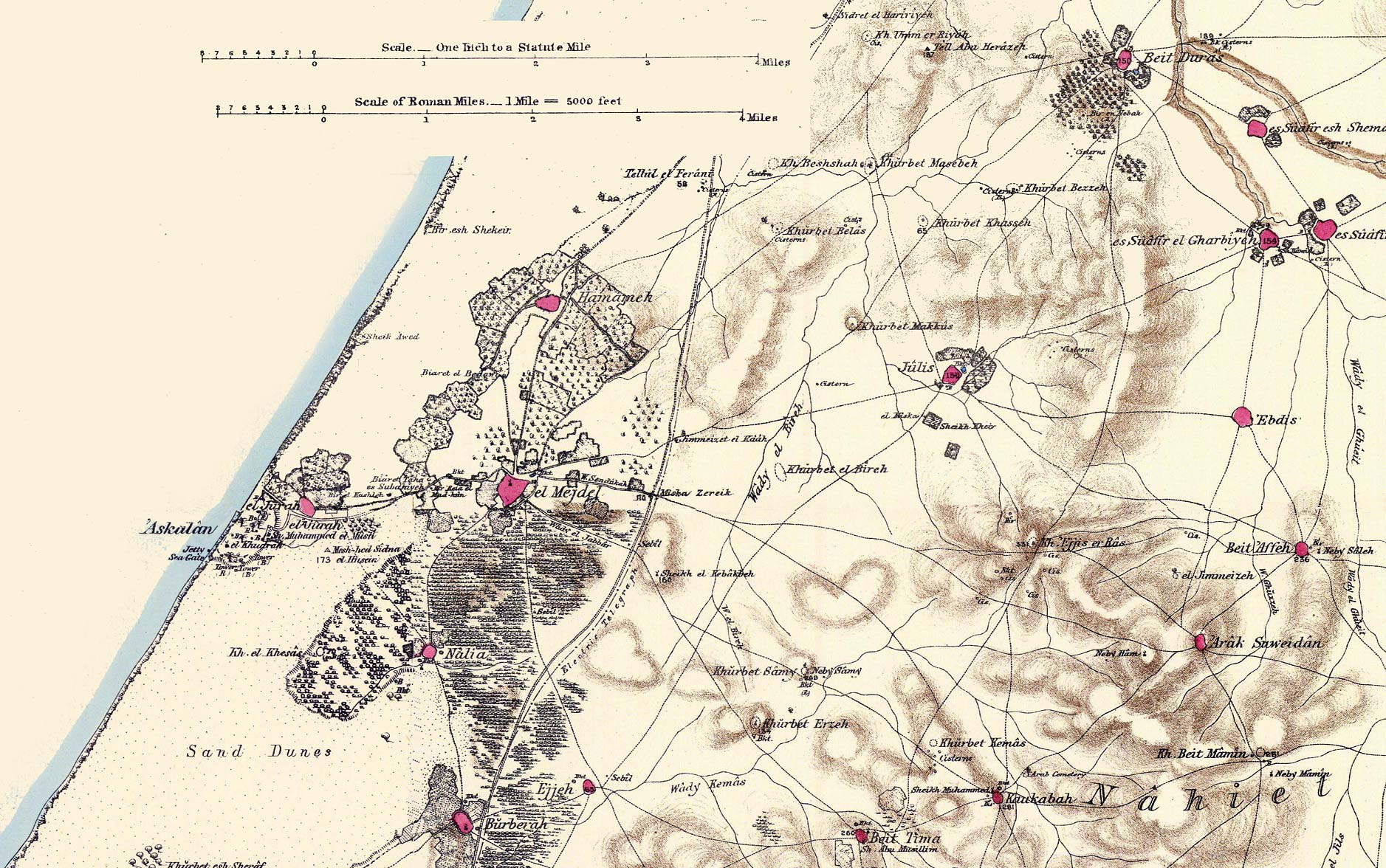
1870年代的城市和市郊

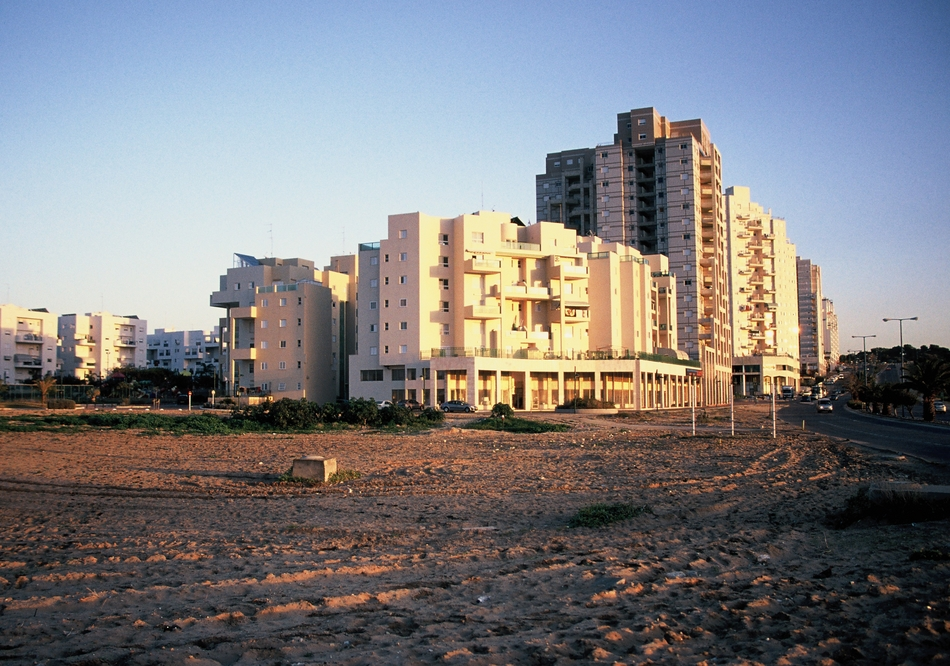
沿着海滩开发的高层住宅楼

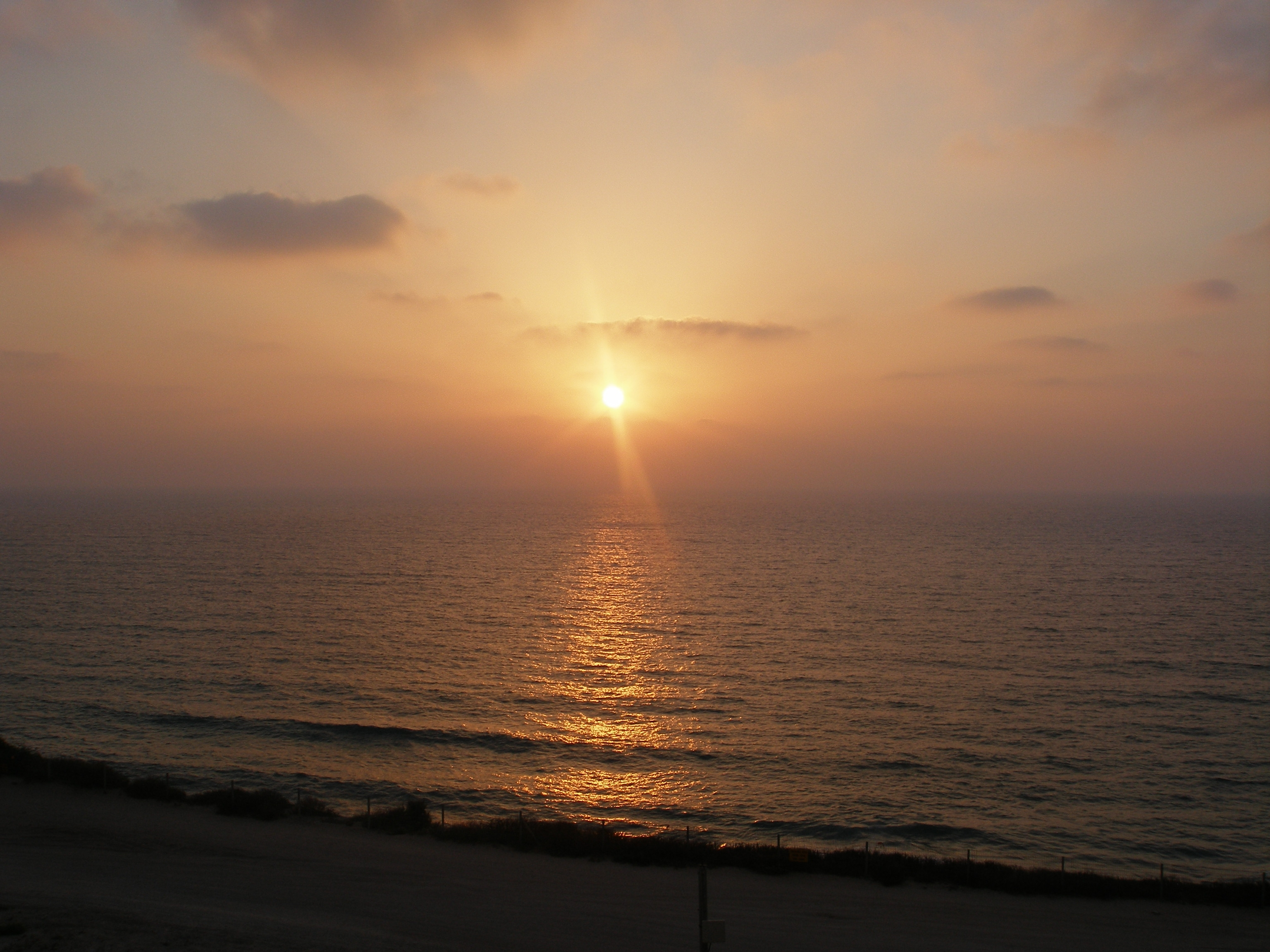
阿什凯隆日落时的海滩

阿拉伯城镇al-Majdal (阿拉伯语：المجدل; also spelled Majdal and Migdal)在16世纪被描述为一个大型的村落。1596年，该城是巴勒斯坦的第6大城市，人口有2,795人 到第一次中东战争时，它已经发展成大约有11,000居民的真正的城镇，特别以大规模的纺织业而著名。
1949年6月的以色列人民族计划指定 Majdal 成为一个拥有20万人口的区域性中心城市。从1949年7月开始，阿拉伯人空置的房屋内，安置了大批犹太移民和复员军人，到12月，犹太人增加到2,500人。1949年，该市更名为 Migdal Gaza，又再次更名为 Migdal Gad，此后不久又变成了 Migdal 阿什凯隆。1953年，合并了附近的 Afridar，并采用今天的名称阿什凯隆。1961年，阿什凯隆拥有人口24,000，排名以色列城市第18名。
2007年，阿什凯隆的人口为108,300人。目前阿什凯隆是一个繁荣的城市，有一个新建的体育场馆群和一个文化大厅，名列以色列第13大城市。
阿什凯隆是纵贯以色列输油管的北端终点，这条输油管将石油产品从埃拉特输送到港口的转运油库。
2005年，以色列在阿什凯隆建立了当时世界最大的海水淡化工厂（阿什凯隆海水淡化厂），每天生产能力达到330,000立方米的淡水。

## 火箭袭击
2008年3月1日和3月2日，哈马斯从加沙地带火箭袭击阿什凯隆（其中有些是Grad rockets），造成7人受伤，以及财产损失。这是哈马斯第一次成功袭击 阿什凯隆。市长Roni Mahatzri 声明，“这是战争的声明，我知道对此没有其他的解释。如果这持续一到两周，我们能够处理，但是这不表示允许这成为我们每天日常事务的一部分。”

## 教育

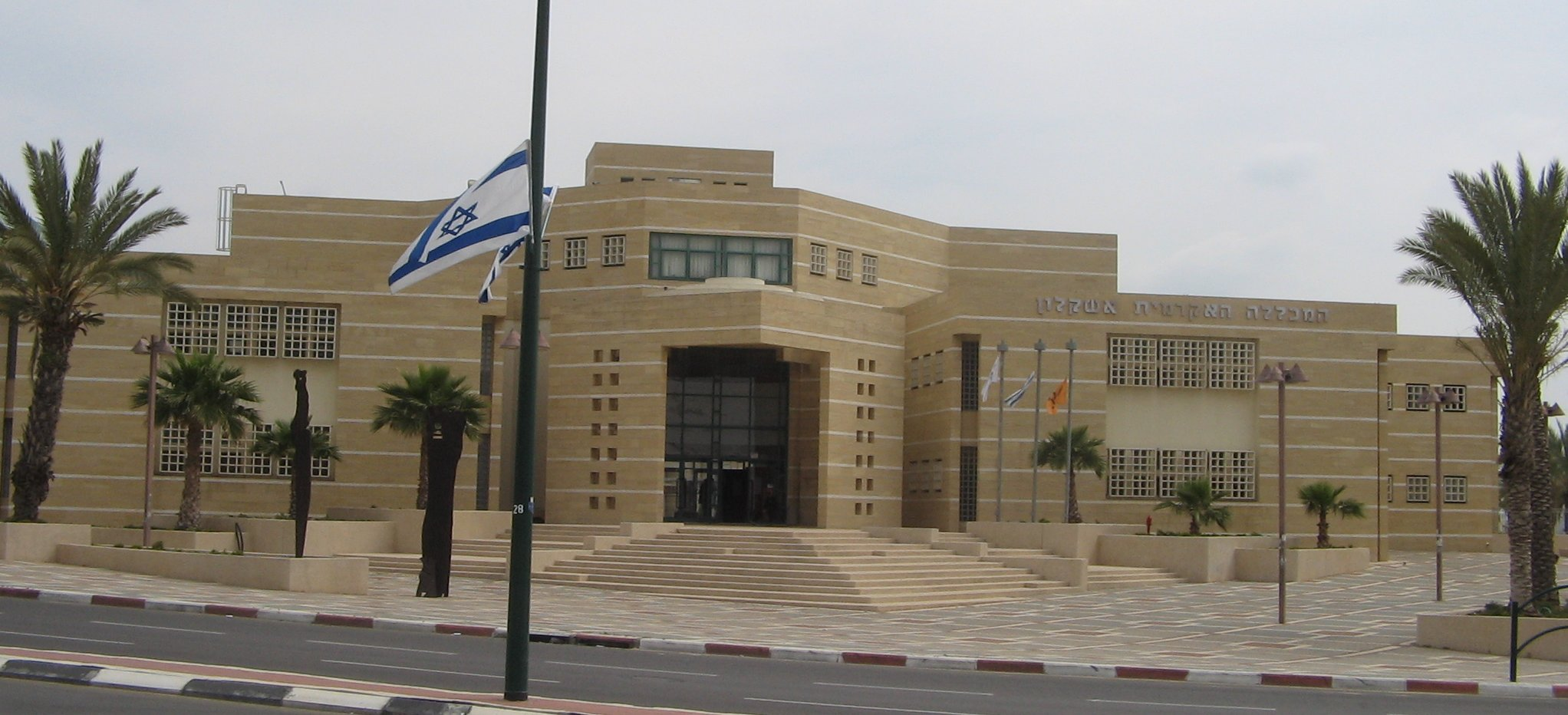
Ashkelon Academic College

该市拥有19所小学和9所中学。

## 友好城市
- 加拿大科特圣吕克（英语：Côte Saint-Luc）
- 中国信阳
- 法国普罗旺斯地区艾克斯
- 格鲁吉亚 库塔伊西
- 德国魏森塞
- 波兰索波特
- 乌干达恩德培
- 美国波特兰 (俄勒冈州)
- 美国巴尔的摩